# Christian Kayßler
Christian Kayßler, född 14 juni 1898 i Breslau, död 10 mars 1944 i Blankenfelde, var en tysk skådespelare.
Christian Kayßler var son till Friedrich Kayßler. Han var anställd vid teatrar i München, Wien, Stuttgart och vid Deutsches Theater i Berlin. Kayßler medverkade ofta i film, bland annat i Två konungar och Vem dömer?.